# Вонг, Сьюзан
Сьюзан Вонг (иер. 黃翠珊, кант.-рус. Вон Чхёйса́нь, кит.-рус. Хуан Цуйша́нь; англ. Susan Wong) — гонконгская джазовая певица, известная своим альт-вокалом.

## Жизнь и карьера
Сьюзан родилась 1 января 1970 года в Гонконге, в возрасте семи лет вместе с семьей иммигрировала в Сидней, Австралия. С ранних лет увлекалась музыкой, в пять лет научилась играть на фортепиано, а позже освоила и скрипку. В школе Камбала в Сиднее она пела в хоре, участвовала в школьных драматических постановках (Gilbert & Sullivan & the like) и принимала участие во многих конкурсах пианистов. Получила ассоциированный диплом (ATCL) по классу фортепиано в Тринити-колледже Лондона.
Впервые попала в музыкальный мир в шестнадцать лет, когда родители отправили ее на конкурс вокалистов в Сиднее. Конкурс был организован телеканалом TVB, где победителю предлагался контракт на запись с одной из крупных музыкальных Гонконгских компаний. Она победила и отправилась в Гонконг, где встретилась с продюсерами TVB, которые предложили ей подписать контракт с одним из местных музыкальных лейблов. После долгих раздумий она решила, что музыкальная карьера ей в тот момент не подходит, и вернулась в Австралию на обучение в университете. После его окончания она вернулась в Гонконг в 1997 году, где помогала вести бухгалтерский бизнес своей семьи; в это время она получила сертификат CPA. Один из ее студентов, которому она преподавала фортепиано, работал на гонконгском независимом лейбле, и спросила босса, не нужна ли им певица. Вонг начала записывать свои любимые англоязычные песни и выпустила альбом Close To You (2002).
В начале 2007 года Сьюзан Вонг подписала новое соглашение с гонконгским лейблом Evolution Music Group и выпустила свой первый альбом под лейблом Evosound в августе 2007 года.
Первый релиз в рамках этого соглашения, Someone Like You, был записан в Нэшвилле, США, и получил одобрение критиков и коммерческий успех во всей Юго-Восточной Азии.
Сьюзан записала второй альбом, 511, для лейбла evosound в Женеве, Швейцария, с продюсером Адрианом Зербини. Он содержал версии таких песен, как Billie Jean Майкла Джексона и Everytime You Go Away группы Hall & Oates, написанные под влиянием босса-новы. Billie Jean широко транслировалась по всей Юго-Восточной Азии, а ее версия на YouTube набрала более 450 000 просмотров.
Вернувшись в Женеву в 2010 году, Сьюзан снова приступила к работе с продюсером Адрианом Зербини и гитаристом Игнасио Ламасом. Записи в основном были сосредоточены на акустических интерпретациях классических поп-песен конца 1960-х и начала 1970-х годов, включая California Dreamin', The Sound of Silence и Have You Ever Seen the Rain? Студийная мастер-запись альбома заняла первое место в чарте загрузок Linn Records и продержалась в Топ-10 более шести месяцев.
Спустя пять лет после своего первого визита Сьюзан Вонг вернулась в Нэшвилл, для записи в студии Ocean Way. Студийный проект My Live Stories был выпущен на CD, SACD и HQCD в декабре 2012 года, а концертный DVD/Blu-ray — в 2013 году.
В 2014 году вышел пятый студийный альбом Woman in Love, посвященный великим исполнительницам баллад.
В настоящее время она является одной из самых популярных кавер-исполнительниц в Юго-Восточной Азии. Ее песни собирают почти 100 000 слушателей в месяц на Spotify..

## Дискография

### Студийные альбомы
- 2002: Close To You
- 2004: I Wish You Love
- 2005: These Foolish Things
- 2005: Just A Little Bossa Nova
- 2006: A Night At The Movies
- 2007: Someone Like You
- 2009: 511
- 2010: Step Into My Dreams
- 2012: My Live Stories
- 2014: Woman In Love
- 2019: Close to Me

### Другие альбомы
- 2006: My Choice
- 2008: The Best Of
- 2020: Christmas Love To You (EP)